# Super Buddies
Super Buddies, humoristisk tecknad superhjältegrupp skapad av Keith Giffen, J.M. DeMatteis och Kevin Maguire. Superbuddies är huvudfigurer i två miniserier utgivna av DC Comics.
Super Buddies bestod huvudsakligen av medlemmar från gamla Lagens Väktare (Justice League) och förekom i tidningarna Formerly Known as the Justice League och JLA: Classified (under titeln "I Can't Believe It's Not the Justice League").
Medlemmar i gruppen var:
- Maxwell Lord
- L-Ron
- Elongated Man
- Sue Dibny
- Captain Atom
- Blue Beetle
- Booster Gold
- Fire
- Mary Marvel
- Guy Gardner

 Artikeln var, i den version den hade den 15 juli 2006, helt eller delvis hämtad från Seriewikin (hos Seriefrämjandet): Super Buddies